# Салвина (Палермо)
Салвина је насеље у Италији у округу Палермо, региону Сицилија.
Према процени из 2011. у насељу је живело 4 становника. Насеље се налази на надморској висини од 34 м.